# Tinodes akantaka
Tinodes akantaka är en nattsländeart som beskrevs av Schmid 1972. Tinodes akantaka ingår i släktet Tinodes och familjen tunnelnattsländor. Inga underarter finns listade i Catalogue of Life.